# 264-es busz (Budapest)
A budapesti 264-es jelzésű autóbusz a Hűvösvölgy és Solymár, PEMÜ között közlekedik. A viszonylatot a MÁV Személyszállítási Zrt. üzemelteti. Útvonala a solymári községházáig megegyezik a járatcsalád mindegyik tagjával (64, 64A, 64B, 164, 164B, 964), azonban a többi járattal ellentétben nem tér be a Templom térhez. A további szakaszán a 164-essel és a 964-essel megegyező útvonalon halad, emellett a 164B is lefedi az útvonalát, azonban az a PEMÜ előtt még betér a solymári vasútállomáshoz is.

## Története
A járatot 2012. augusztus 4-én indították, összehangoltan a 64-es, a 64A és a 164-es buszokkal.
2013. február 16-án a járaton bevezették az elsőajtós felszállási rendet.
2014. május 11-én a viszonylat üzemeltetését a Volánbusz vette át.
2021. május 1. és 2024. december 14. között bizonyos menetek a solymári vasútállomás érintésével közlekedtek. 2024. december 15-étől a 831-es buszok helyett a 64-es járatcsalád több indulása is a solymári vasútállomás érintésével közlekedik, ezért ezek külön viszonylatjelzéssel (64B, 164B) közlekednek, ennek következtében a 164-es és 264-es viszonylatok a továbbiakban nem térnek be az állomáshoz. A 64B viszonylat útvonala megegyezik a 64-esével, azonban nem érinti az Auchan áruházat, míg a 164B a korábban vasútállomáshoz betérő 164-essel azonos útvonalon jár Hűvösvölgy és a PEMÜ között.

## Útvonala
| Solymár, PEMÜ felé |
| Hűvösvölgy vá. – Hűvösvölgyi út – Hidegkúti út – Solymár, Rózsika utca – Mátyás király utca – Tersztyánszky utca – Ifjúság utca – Solymár, PEMÜ vá. |
| Hűvösvölgy felé |
| Solymár, PEMÜ vá. – Tersztyánszky utca – Mátyás király utca – Rózsika utca – Hidegkúti út – Hűvösvölgyi út – Hűvösvölgy vá.                         |

## Megállóhelyei
| 0                                     | Hűvösvölgy végállomás      | 18 | 29, 57, 63, 64, 64A, 64B, 157, 157A, 164, 164B, 257 56, 56A, 59B, 61 Gyermekvasút |
| 0                                     | Bátori László utca         | 16 | 57, 63, 64, 64A, 64B, 157, 157A, 164, 164B, 257                                   |
| 1                                     | Hunyadi János utca         | 15 | 57, 64, 64A, 64B, 164, 164B, 257                                                  |
| 2                                     | Kossuth Lajos utca         | 14 | 57, 64, 64A, 64B, 164, 164B, 257                                                  |
| 3                                     | Kölcsey utca               | 13 | 57, 64, 64A, 64B, 164, 164B, 257                                                  |
| 4                                     | Mikszáth Kálmán utca       | 12 | 57, 64, 64A, 64B, 164, 164B, 257                                                  |
| 5                                     | Községház utca             | 11 | 57, 64, 64A, 64B, 164, 164B, 257                                                  |
| 6                                     | Templom utca (Kultúrkúria) | 11 | 57, 64, 64A, 64B, 164, 164B, 257                                                  |
| 7                                     | Solymári elágazás          | 10 | 57, 64, 64A, 64B, 164, 164B, 257                                                  |
| 8                                     | Szarvashegy utca           | 9  | 64, 64A, 64B, 164, 164B                                                           |
| 9                                     | Örökzöld utca              | 8  | 64, 64A, 64B, 164, 164B                                                           |
| 10                                    | Kökörcsin utca             | 7  | 64, 64A, 64B, 164, 164B                                                           |
| Budapest–Solymár közigazgatási határa |                            |    |                                                                                   |
| 11                                    | Anna kápolna               | 6  | 64, 64A, 64B, 164, 164B                                                           |
| 12                                    | Munkás utca                | 5  | 64, 64A, 64B, 164, 164B                                                           |
| 13                                    | Bajcsy-Zsilinszky utca     | 4  | 64, 64A, 64B, 164, 164B                                                           |
| 14                                    | Solymár, községháza        | 3  | 64, 64A, 64B, 164, 164B 831                                                       |
| 15                                    | Pilisvörösvári utca        | 2  | 164, 164B 830, 831, 832                                                           |
| 17                                    | Váci Mihály utca           | 1  | 164, 164B 830, 831, 832                                                           |
| 18                                    | Solymár, PEMÜ végállomás   | 0  | 164, 164B 830, 831, 832 S72 (Szélhegy megállóhely)                                |